# Trucha a la sanabresa

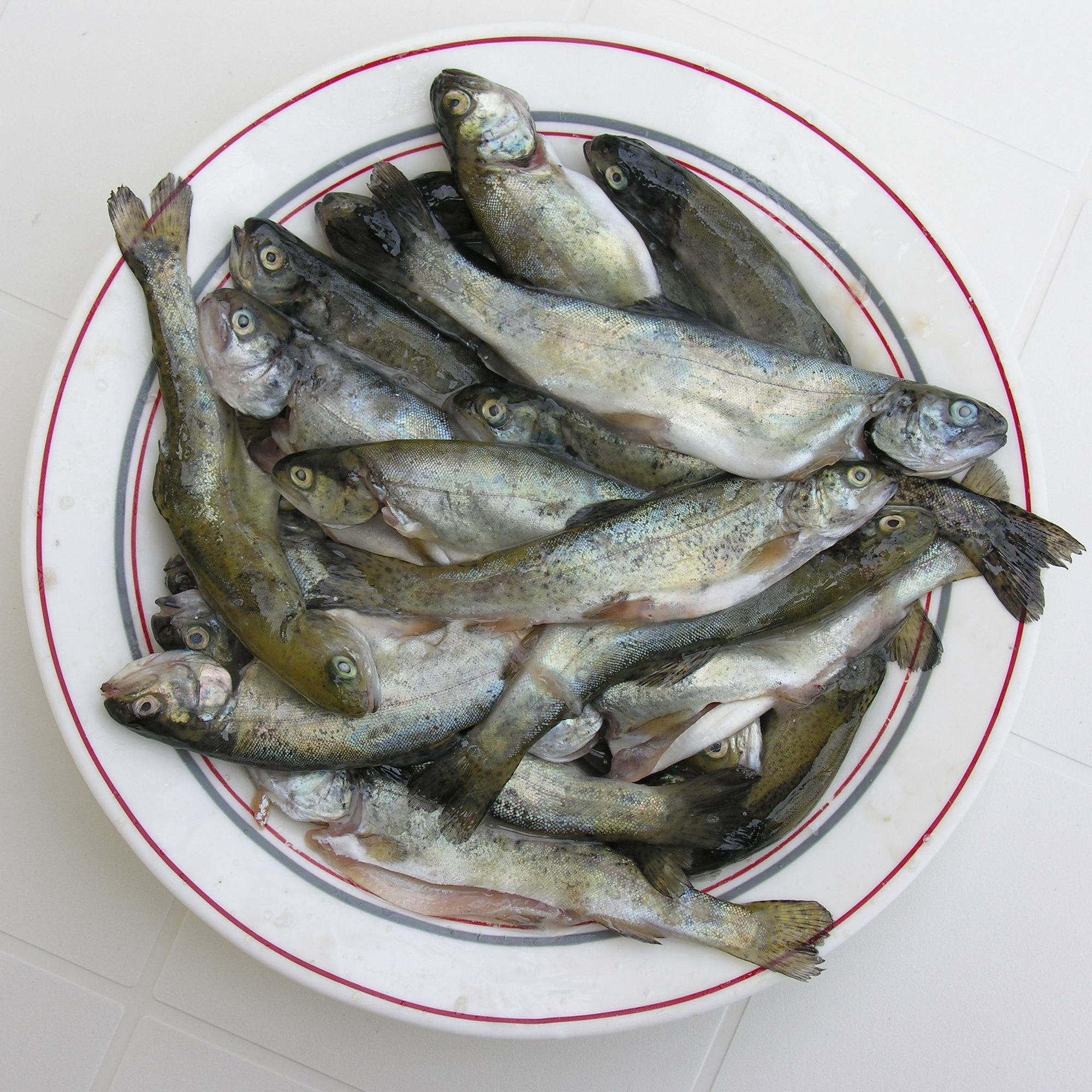
Unas truchas.

La trucha a la sanabresa es un plato de pescado típico de Sanabria (provincia de Zamora). Son populares las preparaciones basadas en truchas generalmente procedentes del río Esla.  Este plato llamó la atención a Alejandro Dumas en su viaje culinario a España: De París a Cádiz (1847). Es conocida también preparaciones como las truchas en escabeche, dando lugar a los escabeches.

## Características
La trucha suele elaborarse en dos etapas, en la primera se suele freír en una sartén con aceite o manteca de cerdo hasta que doren un poco. En el mismo aceite sobrante, en el que se han hecho las truchas, suele rehogarse otros ingredientes que van de acompañamiento. La trucha se suele acompañar de cebolla y el tomate, aromatizadas con tomillo, orégano y alguna hoja de laurel. La trucha sanabresa se especia con pimentón, el vino blanco, el vinagre y las guindillas (generalmente picadas) y seguidamente el caldo de pescado y se mete al horno donde hierven unos minutos. Generalmente se colocan en cazuela de barro. 